# متصرف (فیلم)
متصرف (به انگلیسی: Possessor) یک فیلم ترسناک و علمی تخیلی محصول سال ۲۰۲۰ میلادی به نویسندگی و کارگردانی برندون کراننبرگ است. در تولید مشترک بین‌المللی انگلستان، ایالات متحده و کانادا، آندره‌آ ریسبرو، کریستوفر ابوت، روسیف ساترلند، تاپنس میدلتون، شان بین و جنیفر جیسن لی بازی می‌کنند.
اولین نمایش جهانی فیلم در جشنواره فیلم ساندنس در ۲۵ ژانویه ۲۰۲۰ بود. این فیلم قرار است در تاریخ ۲ اکتبر سال ۲۰۲۰ و توسط ایالات متحده و کانادا توسط نئون و الویشن پیکچر منتشر شود. این فیلم مورد تحسین منتقدان قرار گرفته‌است.

## بازیگران
- آندره‌آ ریسبرو در نقش تاسیا ووس
- کریستوفر ابوت در نقش کالین تیت
- روسیف ساترلند در نقش مایکل ووس
- تاپنس میدلتون در نقش آوا پارس
- شان بین در نقش جان پارس
- جنیفر جیسن لی در نقش جردر
- گانیهدیو هورن در نقش ریتا
- رائول باهنجا در نقش ادی
- گیج گراهام-آربوتنوت در نقش ایرا ووس
- گابریل گراهام در نقش هالی

## تولید
در ماه مه ۲۰۱۸، اعلام شد که آندره ریزبورو و کریستوفر ابوت به جمع بازیگران فیلم پیوستند، و براندون کروننبرگ کارگردانی فیلمنامه ای را که وی نوشت، انجام داد. فریزر اش، نیو فیخمان، کوین کریکست و اندرو استارک زیر آگهی‌های Rhombus Media و Rook Films فیلم را تهیه می‌کنند. تله فیلم کانادا این فیلم را تولید می‌کند، در حالی که توسط Elevation Pictures در کانادا توزیع می‌شود. در فوریه ۲۰۱۹، جنیفر جیسن لی، استیسی مارتین و شان بین به جمع بازیگران فیلم پیوستند. در ماه مه سال ۲۰۱۹، تاپنس میدلتون به جمع بازیگران فیلم پیوست.

### فیلمبرداری
فیلمبرداری اصلی فیلم در ۹ آوریل ۲۰۱۹ آغاز شد.